# نار وغضب (لعبة)
نار وغضب هي لعبة مناورات إلكترونية صممها ريتشارد دابليو هاسنور تدور رحاها حول الحرب الأهلية الأمريكية نُشرت اللعبة أول مرة في عام 1990 من قبل ديف واكستيل وكوانتوم للنشر.
وقد صرح فيل ييتس أن "لعبة نار وغضب هي واحدة من أفضل لعب المناورات المصغرة التي ظهرت في السنوات ال 20 الماضية، لاحتوائها على عناصر جعلتها أفضل لعبة طاولة : مثل النكهة، البساطة، السرعة، والأهم من كل شيء، حقيقة الموضوع في هذه الحالة، والمقصود هنا الحرب الأهلية الأمريكية ".